# Callicera aurata
Callicera aurata је инсект из реда двокрилаца и породице осоликих мува.

## Распрострањење
Ова осолика мува насељава већи део Европе. У Србији је присутна, али ретка. Насељава шумска станишта.

## Опис
Callicera aurata је осолика мува средње величине. Ларве су сапроксилне и најчеће се налазе у шупљинама у дрвету испуњеним водом. Биологија и екологија ове врсте није добро истражена.

## Синоними
- Callicera roserii Rondani, 1844
- Callicera zhelochovtsevi Zimina, 1982
- Syrphus auratus Rossi, 1790